# Sevda
Sevda ist ein türkischer und aserbaidschanischer weiblicher Vorname mit der Bedeutung „Liebe, Leidenschaft, Sehnsucht, Verlangen, Vernarrtheit“.

## Namensträgerinnen
- Sevda Demirel (* 1972),  türkische Filmschauspielerin und Sängerin
- Sevda Alizadeh (* 1987), niederländisch-iranische Sängerin, Songwriterin, Tänzerin und Produzentin, bekannt als Sevdaliza
- Sevda Polat (* 1985), deutsch-türkische Schauspielerin und Sprecherin